# My Amazing Bride
My Amazing Bride (En Chino: 极品新娘; Ji Ping Xin Niang, también conocida como My Wonderful Girlfriend) en España se titula "Mi Maravillosa Novia", mientras que en México se titula "Mi Novia Increíble". Es una serie de televisión de comedia china.
Está protagonizada por Li Qin, Lu Yu Lin, Gao Yang, Jin Shi Jia, Wen Rui Rui, Huang Tian Qi y Ying Hao Ming. El drama fue filmado y dirigido por Huang Jun Wen, Cheng Zhi Chao y Liang Sheng Quan, y fue transmitido en varios canales desde el 30 de enero de 2015 hasta el 21 de abril de 2015.

## Sinopsis
El drama narra la historia de Xi Shi, apodada Tofu, quien es Tang Doudou. Ella se encuentra en un camino que la lleva a ser solterona debido a su negativa de casarse a menos que encuentre a un caballero de primera clase que la comprenda y a quien ame, alguien digno de sus verdaderos afectos.
Después de un error con los funcionarios, el clan Tang enfrenta su desaparición, pero afortunadamente la familia Zhuang se acerca para ayudar. Madame Zhuang quiere que Doudou se case con su hijo mayor, quien ha sido considerado un genio apuesto, de buenos principios y educado. Sin embargo, en el día de la boda, ¡el hijo se convierte en un idiota con la inteligencia de un niño de ocho años!
Doudou está furiosa y corre a casa, pero no tiene dinero para pagar la enfermedad de su padre, por lo que debe encontrarse nuevamente con Madame Zhuang. A pesar de todo, el hijo mayor de Madame Zhuang todavía está enamorado de Doudou y su madre llega a un acuerdo de un año con ella. Pero entonces Dou Dou descubre algo muy inusual sobre la enfermedad de su esposo, algo que no encaja bien en la familia, y decide buscar la verdad. Sin embargo, su suegra permanece extrañamente imperturbable.
Doudou es competente e independiente, estaba llegando al final de la edad adecuada para casarse, pero no estaba dispuesta a conformarse con menos que lo mejor. Cuando la familia Shen propuso matrimonio a su hijo mayor, conocido por ser inteligente y rico, ella pensó que finalmente había encontrado al esposo de sus sueños. Sin embargo, su alegría se convirtió en horror en su noche de bodas cuando descubrió que su marido, un niño prodigio, se había convertido en un imbécil debido a un accidente.
Inmediatamente pidió el divorcio, pero sus suegros se lo negaron repetidamente. En un giro de los acontecimientos, ella curó la lesión cerebral de su esposo y restauró su inteligencia, pero su genio esposo se olvidó por completo de ella. Ahora, ella tiene que luchar por su amor de la misma manera en que él luchó por el de ella.

## Reparto
- Li Qin cómo Tang Dou Dou.
- Wen Rui Rui cómo Dou Dou de la infancia.
- Jin Shi Jia cómo Shen Bo Nan.
- Huang Tian Qi cómo Bo Nan de la infancia.
- Gao Yang cómo Wang Xi Bi.
- Ying Hao Ming cómo Shen Bo Gang.
- Lu Yu Lin cómo Shen Bo Qi.
- Xu Hai Qiao cómo Wan Quan.
- Maggie Siu cómo Gu Xiang Ping, Gu Xiang Ru.
- Huang Wen Hao cómo Shen Zu Guang.
- Reino Yuen cómo Lin Yue Er.
- Cheng Pei Pei cómo Guo Muo Muo.
- Wang Zi cómo Da Da.
- Bao Wen Jing cómo Ba Su Lan.
- Song Da Min cómo Su Xin Yi.
- Xiong Nai Jin cómo Li Xu.
- He Zhong Hua cómo el barón Wei Chang.
- Chen Zi Han cómo la emperatriz viuda.
- Zhang Yi Jie cómo el emperador.
- Yue Yao Li cómo el Sr. Shen.
- Du Jun Ze cómo Gu Heng Sheng.
- Zong Feng Yan cómo Wang Xia Jun.
- Chen Rui cómo Tang You Quan.
- Li Yao Jing cómo Ye Kou.
- Lu Xing Yu cómo Sanador Divino Yu.
- Lu Yong cómo Oficial Sun.
- Feng Jin Gao cómo médico Jian.
- Shen Bao Ping cómo el abuelo Fang.
- Gu De Chao cómo Lao Ding.
- Zhang Ye Shi cómo tío real.
- Qi Qing Lin cómo eunuco Qi.
- Ji Yang cómo Li San.
- Wang Gang cómo Bai Hanlin.
- Zhou Ji Wei cómo A Tu.
- Qian Chen Jie cómo Xiang Lan.
- Shi Qi Jin cómo Fang Zhang.
- Yu Zi Kuan cómo posadero Hu.
- Du Du cómo Zhu Zhu.
- Li Ze cómo A Qi.
- Ren Xue Hai cómo líder de pastizales.
- Dai Zi Xiang cómo Gou Zi.
- Huang Chong cómo Padre Gu.
- Yan Wei cómo Lin Hao.
- Guo Wei cómo Yuan Jiang.
- Zhang Ke Yan cómo Bai Wenqing.
- Tan Li Min cómo Bai Qi Jin Feng.
- Qu Gang cómo Zhao Jinchuan.
- Xiong Su Jun cómo Xiao Cui.
- Zhu Ge Si Si cómo Yun Zhu.
- Ma Han Yi cómo eunuco Liu.
- Xiao Shuai cómo Xiao Gouzi.
- Qian Yong Chen cómo la prometida de Xiang Ping.
- Zhang Wei Na cómo Xiao Qing.
- Yang Qian Shu como el joven Xiao Qing.
- Li Sha como Madame Han.

## Episodios
La serie estuvo confirmada por 40 episodios (versión directa sin cortes) en China.

## Transmisión internacional
La serie fue transmitida internacionalmente a través de YouTube.